# Рудники (Львовская область)
Рудники (укр. Рудники) — село в Николаевской городской общине Стрыйского района Львовской области Украины.
Население по переписи 2001 года составляло 3197 человек. Занимает площадь 3,11 км². Почтовый индекс — 81642. Телефонный код — 3241.